# Леме Аморин, Жуан Гильерме
Жуа́н Гилье́рме Ле́ме Амори́н (порт. João Guilherme Leme Amorim, родился 21 апреля 1986 года) — бразильский футболист, игрок саудовского клуба «Бангу». Игрок оборонительного плана (защитник или опорный полузащитник). Выступал за молодёжные сборные Бразилии, чемпион юношеского чемпионата мира (среди сборных до 17 лет) розыгрыша 2003 года.

## Достижения
- Чемпион Кипра: 2013/14
- Обладатель Кубка Кипра: 2013/14